# Szudán a 2024. évi nyári olimpiai játékokon
Szudán a franciaországi Párizsban megrendezett 2024. évi nyári olimpiai játékok egyik részt vevő nemzete volt. Az országot az olimpián 3 sportágban 4 sportoló képviselte, akik érmet nem szereztek.

## Atlétika
Férfi
| Versenyző      | Versenyszám | Döntő   | Döntő    |
| Versenyző      | Versenyszám | Idő     | Helyezés |
| -------------- | ----------- | ------- | -------- |
| Yaseen Abdalla | Maraton     | 2:11:41 | 33.      |

## Evezés
Férfi
| Versenyző     | Versenyszám  | Előfutam | Előfutam | Vigaszág | Vigaszág | Negyeddöntő   | Negyeddöntő   | Elődöntő | Elődöntő | Elődöntő | Döntő | Döntő   | Döntő | Helyezés |
| Versenyző     | Versenyszám  | Idő      | Hely.    | Idő      | Hely.    | Idő           | Hely.         | Típus    | Idő      | Hely.    | Típus | Idő     | Hely. | Helyezés |
| ------------- | ------------ | -------- | -------- | -------- | -------- | ------------- | ------------- | -------- | -------- | -------- | ----- | ------- | ----- | -------- |
| Abdalla Ahmed | Egypárevezős | 7:46,45  | 6.       | 7:55,79  | 5.       | nem jutott be | nem jutott be | E/F      | 8:10,68  | 5.       | F     | 7:38,51 | 3.    | 33.      |

## Úszás
Férfi
| Versenyző    | Versenyszám | Előfutam | Előfutam | Előfutam | Elődöntő | Elődöntő | Elődöntő | Döntő   | Döntő    |
| Versenyző    | Versenyszám | Idő      | Hely.    | Össz.    | Idő      | Hely.    | Össz.    | Idő     | Helyezés |
| ------------ | ----------- | -------- | -------- | -------- | -------- | -------- | -------- | ------- | -------- |
| Ziyad Saleem | 200 m hát   | 2:01,44  | 5.       | 27.      | kiesett  | kiesett  | kiesett  | kiesett | kiesett  |

Női
| Versenyző      | Versenyszám | Előfutam | Előfutam | Előfutam | Elődöntő | Elődöntő | Elődöntő | Döntő   | Döntő    |
| Versenyző      | Versenyszám | Idő      | Hely.    | Össz.    | Idő      | Hely.    | Össz.    | Idő     | Helyezés |
| -------------- | ----------- | -------- | -------- | -------- | -------- | -------- | -------- | ------- | -------- |
| Rana Saadeldin | 100 m gyors | 1:04,72  | 5.       | 29.      | kiesett  | kiesett  | kiesett  | kiesett | kiesett  |